# Libia ai Giochi della XIX Olimpiade
La Libia partecipò ai Giochi della XIX Olimpiade che si sono svolti a Città del Messico dal 12 al 27 ottobre 1968. Fu la seconda partecipazione ai Giochi della Libia che in quell'occasione fu rappresentata da un solo atleta, l'ostacolista Mohamed Asswai Khalifa, che venne eliminato nelle batterie dei 400 metri ostacoli.